# Porta del Popolo
Porta del Popolo ou Porta do Povo é um portão na Muralha Aureliana em Roma, Itália. A estrutura atual foi construída pelo papa Sisto IV para o Jubileu de 1475 no local onde ficava um antigo portão romano antigo, na época parcialmente enterrado, conhecido como Porta Flamínia (em latim: Porta Flaminia).

## História
O antigo nome é uma referência à Via Flamínia, que passava através dele, e ainda passa, mas antigamente a Via Flamínia começava na Porta Fontinalis, perto do moderno Altar da Pátria, na Piazza Venezia. No século X, o portão foi batizado de Porta San Valentino por causa da antiga basílica de São Valentim (destruída) e das catacumbas de São Valentim, nas imediações.
A origem do nome atual do portão e da praça para a qual ele se abre é obscura: já se supôs que poderia ser um referência aos muitos choupos (em latim: populus) que cobriam a região, mas é mais provável que o topônimo esteja ligado às origens da basílica Santa Maria del Popolo, construída em 1099 pelo papa Pascoal II.
Considerando a importância da Via Flamínia, a Porta del Popolo teve, desde o princípio de sua existência, um papel preponderante de ajustar o tráfego urbano ao invés de defensivo. Por isto surgiu uma conjectura, jamais confirmada, de que o portão anterior teria dois arcos (e duas torres laterais cilíndricas ) e que foi apenas na Idade Média, por conta da redução do tráfego com a redução da população da cidade, que ele foi reduzido a um arco só. Na época de Sisto IV, ele estava semi-enterrado e demonstrava o estrago de séculos de negligência, danificado pelo tempo e nos muitos cercos que a cidade sofreu; uma pequena reforma se limitou a reforçar parcialmente a estrutura para que ela não desabasse.
O portão ainda está hoje cerca de um metro e meio sobre o antigo nível da rua. Os restos deixados pelo Tibre em suas cheias e o vagaroso, mas contínuo, fluxo de detritos vindos do desgaste natural do monte Píncio ergueram o nível do solo nas imediações, de modo que a elevação do portão como um todo não podia mais esperar. Esta necessidade já deve ter sido sentida durante a restauração realizada no século V pelo imperador Honório, mas a intervenção não foi feita.

## Arquitetura
O aspecto atual do portão é resultado de uma reconstrução completa realizada no século XVI, quando o portão novamente ganhou importância para o controle do tráfego urbano vindo do norte.

### Fachada exterior
A fachada externa foi encomendada pelo papa Pio IV a Michelângelo, que, por sua vez, entregou a tarefa a Nanni di Baccio Bigio, que construiu o portão entre 1562 e 1656, inspirando-se no Arco de Tito. As quatro colunas da fachada são da Antiga Basílica de São Pedro e emolduram o grande arco central, encimadas por uma laje inscrita comemorando a restauração e pelo brasão papal suportado por duas cornucópias; as antigas torres circulares foram substituídas por duas poderosas torres de vigia quadradas e todo a estrutura foi enfeitado com elegantes ameias. Em 1638, duas estátuas, de São Pedro e São Paulo, esculpidas por Francesco Mochi, foram encaixadas entre os dois pares de colunas depois de terem sido rejeitadas pela Basílica de São Paulo fora da Muralha e devolvidas ao autor sem pagamento.
A inscrição na laje central relembra a restauração de Pio IV:
| “ | PIVS IIII PONT MAX PORTAM IN HANC AMPLI TVDINEM EXTVLIT STRAVIT ANNO III | ” |

### Fachada interior
A fachada interior foi projetada por Bernini para o papa Alexandre VII e foi inaugurada por ocasião da chegada em Roma da recém-convertida e abdicante rainha Cristina da Suécia em 23 de dezembro de 1655, como indica a inscrição gravada na parte superior da fachada junto com o brasão da família do papa, a Família Chigi.
| “ | FELICI FAVSTOQ(ue) INGRESSVI ANNO DOM MDCLV | ” |

A posição da inscrição, no interior e não no exterior, onde poderia ser vista pelos que chegavam à Roma, e o texto curtíssimo são singulares; Cesare D'Onofrio propôs que o papa queria manter sob controle a intrusividade e a personalidade extrovertida de Cristina além de evitar quaisquer repercussões diplomáticas decorrentes da homenagem. A visita foi, ainda assim, um evento memorável para o povo romano, tanto pela pompa e esplendor, quanto pelo incômodo provocado aos mercadores e mascates, que foram forçados a suspender suas atividades por dias para permitir a limpeza do local e para manter a "decência" por todo o caminho do cortejo da rainha, da Porta del Popolo até a Basílica de São Pedro. Outros cortejos espetaculares também passaram pelo portão: o mais impressionante foi o do exército francês de Carlos VIII, que, em 31 de dezembro de 1494, desfilou por seis horas, numa rara demonstração de poderio militar. Passavam por ali também as procissões de cardeais que se reuniam para o consistório com o papa à frente.

## Atualidade
Por causa do aumento do tráfego urbano, os dois arcos laterais foram inaugurados em 1887, depois da demolição, em 1879, das torres de vigia laterais; as obras custara 300 000 liras. Na ocasião, alguns restos da antiga estrutura da época de Aureliano e das torres cilíndricas foram descobertas, restos que se mostraram muito importantes para a reconstituição histórica do portão. As obras foram comemoradas com duas lajes na fachada externa, ao lado da laje de Pio IV.
| “ | ANNO MDCCCLXXIX RESTITVTAE LIBERTATIS X TVRRIBVS VTRINQVE DELETIS FRONS PRODVCTA INSTAVRATA | ” |

| “ | S P Q R VRBE ITALIAE VINDICATA INCOLIS FELICITER AVCTIS GEMINOS FORNICES CONDIDIT | ” |

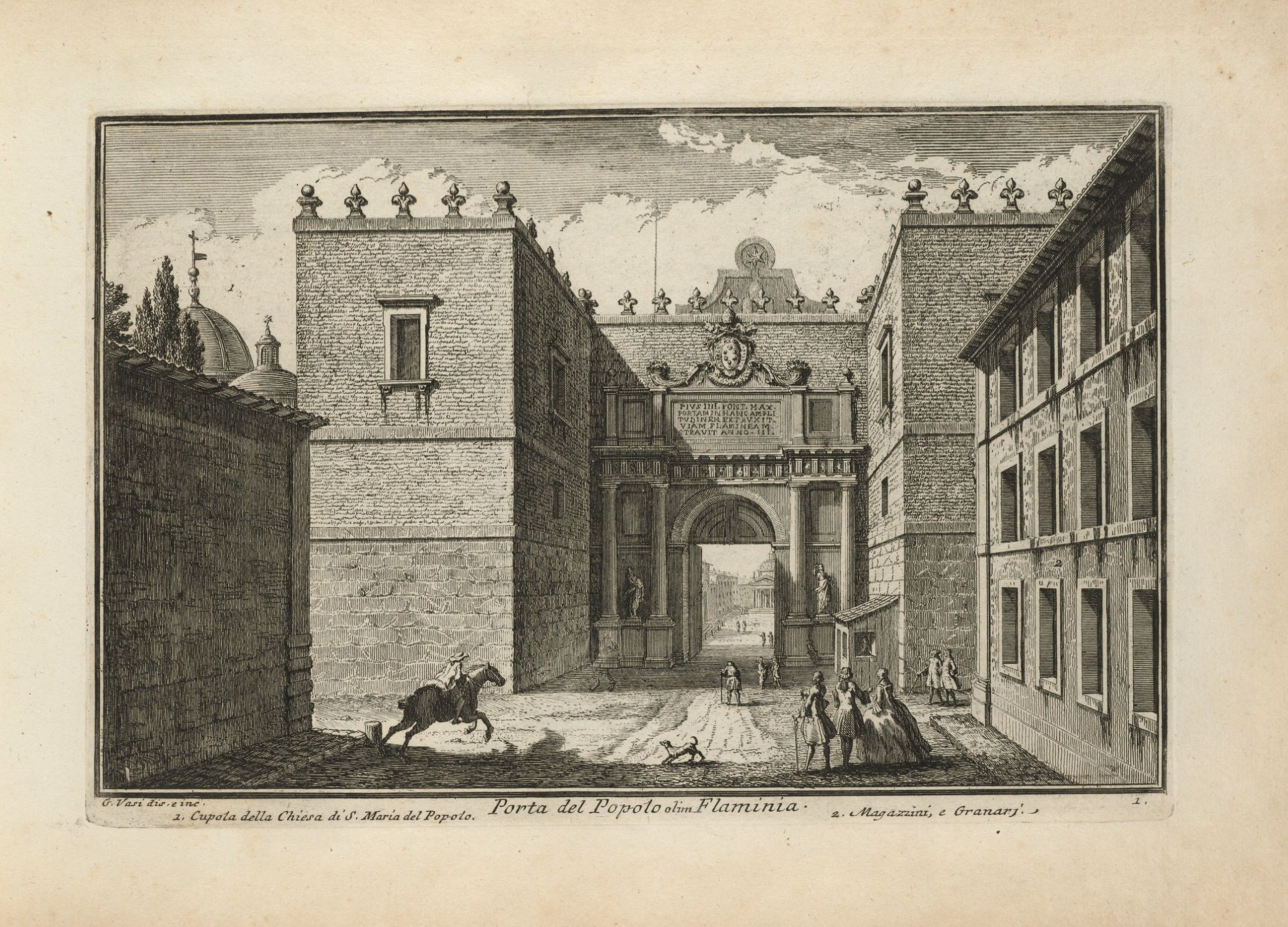
Gravura de Vasi (séc. XVIII) mostrando as duas torres de vigia quadradas nas laterais, demolidas em 1879 para a abertura de dois arcos laterais.

Perto do portão, uma das "pedras de imposto", colocadas em 175 d.C., foi descoberta. Pedras similares foram descobertas em épocas diferentes perto de importantes portões da cidade, como a Porta Salária e a Porta Asinária, e tinham a função de marca uma espécie de fronteira administrativa onde se erguia a "alfândega". Os oficiais que trabalhavam ali recolhiam os impostos e taxas dos bens que iam e vinham, mas, na Idade Média, receberam a função adicional de coletar o pedágio pelo trânsito pelo portão, geralmente para algum rico senhor. As primeiras evidências deste tipo de instituição, que vigorou até pelo menos o começo do século XV, datam do século V. No século IX, quando os papas, em disputa com a administração da cidade de Roma, controlavam as taxas em quase todos os portões, Sérgio II concedeu as receitas do pedágio da Porta Flamínia para o claustro de San Silvestro in Capite.